# Fuss and Feathers
Fuss and Feathers é um filme mudo do gênero comédia produzido nos Estados Unidos e lançado em 1918. Talvez seja filme perdido.